# 16. juni
16. juni er dag 167 i året i den gregorianske kalender (dag 168 i skudår). Der er 198 dage tilbage af året.
Tychos dag. Tycho var i 400-tallet biskop på Cypern og blandt andet kendt for at bekæmpe den hedenske Afroditekult. Han får tilnavnet undergøreren, fordi der sker mange mirakler ved hans grav.
Sankt Vilhelms helgendag.

### Begivenheder
Født - Dødsfald
- 1342 - Aalborg får købstadsprivilegium; skønt byen er noget ældre, regnes denne dato for byens fødselsdag.
- 1577 - James Hepburn, jarlen af Bothwell, indsættes i fangenskab på Dragsholm slot. Han har brudt et ægteskabsløfte til en dansk kvinde - men er også delagtig i mordet på den skotske dronnings mand.
- 1779 - Spanien erklærer Storbritannien krig og indleder belejring af Gibraltar, som har været under engelsk styre siden 1713.
- 1903 - Ford Motor Company grundlægges.
- 1904 - En fiktiv begivenhed: Den dag, hvortil handlingen i James Joyces roman Ulysses er henlagt. Dagen kaldes også "Bloomsday" efter en af romanens hovedpersoner (Leopold Bloom).
- 1912 - Hærens Flyvertropper oprettes; i 1950 slås de sammen med Marinens Flyvevæsen og danner Flyvevåbnet.
- 1920 - Folkeforbundets Råd holder sit første offentlige møde; det sker i St. James's Palace i London.
- 1940 - Maginot-linjen, "den uindtagelige franske forsvarslinje", opgives til den tyske værnemagt.
- 1940   - Marskal Philippe Pétain bliver fransk statsminister.
- 1951 - People's Party grundlægges i Indien.
- 1960 - Alfred Hitchcocks Psycho har premiere i New York.
- 1963 - Den sovjetiske kosmonaut Valentina Teresjkova bliver første kvinde i rummet, da hun sendes op med Vostok 6.
- 1964 - Sovjetunionens ministerpræsident Nikita Khrusjtjov ankommer på officielt besøg i København sammen med sin hustru og sine tre døtre.
- 1967 - Monterey Pop Festival indledes i Californien.
- 1971 - På Malta vinder Dom Mintoffs arbejderparti valget på krav om løsrivelse fra England.
- 1976 - En fredelig demonstration med 15.000 studerende i Soweto i Sydafrika ender i et blodbad, da politiet skyder ind i mængden og dræber 566 mennesker.
- 1979 - Den vesttyske forbundskansler Helmut Schmidt besøger Sønderjylland.
- 1980 - Under besøg i England modtager dronning Margrethe den fornemme hosebåndsorden.
- 1983 - Den selvejende institution Mødrehjælpen stiftes. Den afløser en tidligere organisation, som blev nedlagt i 1976.
- 1983   - Generalsekretær for Sovjetunionens kommunistparti Jurij Andropov udpeges til formand for præsidiet i Den Øverste Sovjet.
- 1986 - Prinserne Frederik og Joachim bliver studenter fra Øregård Gymnasium.
- 1988 - Rederiet J. Lauritzen sælger Grenå-Hundested og Mols-Linien til Difko, som sætter ruterne på anparter.
- 1995 - Politiassistent Morten Mortensen dør efter at være skudt ned under et bankrøveri i Højbjerg ved Århus.
- 2001 - FDBs kongress stemmer for at fusionere sine dagligvareaktiviteter med søsterorganisationerne i Norge og Sverige i et fælles selskab, Coop Norden AB.
- 2006 - Den 5200 år gamle gravhøj, Stuehøj, ved Ølstykke indvies af Nationalmuseet, efter en 3 måneder lang restauration. Højen er opført tidligere end pyramiderne i Egypten.
- 2016 - Jo Cox, en britisk labour-politiker, bliver dræbt under valgkampen til den forestående britiske folkeafstemning om hvorvidt Storbritannien skal forblive i EU

### Født
- 1313 - Giovanni Boccaccio, italiensk forfatter (død 1375).
- 1583 - Axel Oxenstierna, svensk statsmand (død 1654).
- 1829 - Geronimo, amerikansk apachehøvding (død 1909).
- 1839 - Julius Petersen, dansk matematiker (død 1910).
- 1843 - Edvard Grieg, norsk komponist (død 1907).
- 1851 - Peter Adler Alberti, dansk politiker (død 1932).
- 1858 - Gustav 5., svensk konge (død 1950).
- 1858   - Eugene Ysaÿe, belgisk violinist og komponist (død 1931).
- 1867 - Christian Danning, dansk komponist (død 1925).
- 1871 - Ingeborg Suhr, dansk seminarieforstander (død 1969).
- 1874 - Otto Rung, dansk forfatter og jurist (død 1945).
- 1879 - Sigurd Swane, dansk maler og forfatter (død 1973).
- 1885 - Knud Neye, dansk fabrikant (død 1945).
- 1890 - Stan Laurel, engelsk-amerikansk skuespiller (død 1965).
- 1909 - Willi Boskovsky, østrigsk violinist og dirigent (død 1991).
- 1909 - Kate Fleron, dansk redaktør (død 2006).
- 1912 - Enoch Powell, engelsk politiker (død 1998).
- 1926 - Lasse Budtz, dansk journalist og politiker (død 2006).
- 1929 - Sergiu Comissiona, rumænsk dirigent og violinist (død 2005).
- 1935 - Peter Ernst Lassen, dansk dirigent (død 2021).
- 1938 - Joyce Carol Oates, amerikansk forfatter.
- 1939 - Hanne Bech Hansen, dansk politidirektør (død 2016).
- 1945 - Torben Hundahl, dansk skuespiller (død 1989).
- 1950 - Egon Balsby, dansk journalist og forfatter (død 2011).
- 1952 - Jerry Hadley, amerikansk operasanger (død 2007).
- 1956 - Niels Anders Thorn, dansk skuespiller og instruktør.
- 1970 - Phil Mickelson, amerikansk golfspiller.
- 1971 - Tupac Amaru Shakur, amerikansk aktivist, digter, rapper og skuespiller (død 1996) - myrdet.
- 1981 - Jannik Thomsen, dansk sanger fra Nik & Jay.

### Dødsfald
- 1216 - Innocens 3., italienskfødt pave (født ca. 1161).
- 1899 - August Winding, dansk komponist og pianist (født 1835).
- 1958 - Imre Nagy, ungarsk politiker og premierminister (født 1896) - henrettet.
- 1962 - Hans Kirk, dansk forfatter (født 1898).
- 1970 - Heino Eller, estisk komponist (født 1887).
- 1977 - Wernher von Braun, tysk-amerikansk raketforsker (født 1912).
- 1979 - Nicolas Ray, amerikansk filminstruktør (født 1911).
- 1986 - Erlendur Patursson, færøsk politiker og forfatter (født 1913).
- 1993 - Jørgen Weel, dansk skuespiller (født 1922).
- 2000 - Poul Dam, dansk politiker, højskoleforstander og forfatter (født 1921).
- 2016 - Jo Cox, britisk politiker og parlamentsmedlem (født 1974).
- 2017 - Helmut Kohl, tysk kansler (født 1930).
- 2023 - Gino Mäder, schweizisk cykelrytter (født 1997).

|  | Denne datoartikel kan blive bedre, hvis der indsættes et (bedre) billede Du kan hjælpe ved at afsøge Wikimedia Commons for et passende billede eller uploade et godt billede til Wikimedia Commons iht. de tilladte licenser og indsætte det i artiklen. |